# Saroba ochreisparsa
Saroba ochreisparsa är en fjärilsart som beskrevs av George Francis Hampson 1895. Saroba ochreisparsa ingår i släktet Saroba och familjen nattflyn. Inga underarter finns listade.